# George Rhoden
Vincent George Rhoden (13. prosince 1926 Kingston – 24. srpna 2024 USA) byl jamajský běžec, sprinter, dvojnásobný olympijský vítěz.
Žil v San Franciscu, studoval na Morgan State University. Bez výraznějšího úspěchu se zúčastnil olympiády v roce 1948 – v běhu na 400 metrů nepostoupil do finále, v běhu na 4 × 400 metrů štafeta Jamajky závod nedokončila kvůli zranění Arthura Winta.
V roce 1950 vytvořil světový rekord v běhu na 400 metrů časem 45,8.
Na olympiádě v Helsinkách v roce 1952 se stal vítězem běhu na 400 metrů a také ve štafetě na 4 × 400 metrů, když spolu se svými krajany Arthurem Wintem, Leslie Laingem a Herb McKenleyem vytvořil světový rekord 3:03,9.